# Garðar Jóhannsson
Garðar Jóhannsson (* 1. April 1980 in Garðabær) ist ein isländischer Fußballspieler.

## Karriere
Im isländischen Ligensystem sowie im isländischen Pokal absolvierte der Stürmer unter anderem für UMF Stjarnan, Valur Reykjavík und den KR Reykjavík 88 Spiele, in denen er insgesamt 40 Tore erzielte. 2006 wechselte Garðar nach Norwegen, wo er in drei Spielzeiten der Tippeligaen 58-mal für den Fredrikstad FK auflief und dabei 18 Tore erzielte, bis er nach der Saison 2009 zunächst vereinslos wurde. Im Januar 2010 absolvierte er daraufhin ein Probetraining beim F.C. Hansa Rostock, in dessen Anschluss er vom deutschen Zweitligisten unter Vertrag genommen wurde. Mit Helgi Daníelsson verpflichtete Rostock zeitgleich einen weiteren Isländer. Dennoch stieg Hansa zum Ende der Spielzeit 2009/10 erstmals in die 3. Liga ab, wodurch Garðar Jóhanssons Vertrag seine Gültigkeit nach nur sechs Monaten wieder verlor.
Garðar Jóhannsson wechselte daraufhin Anfang August 2010 zunächst in seine isländische Heimat zurück, in der er in der bereits laufenden Spielzeit 2010 zu drei Einsätzen für Stjarnan Garðabær kam. Sein Vertrag beinhaltete aber eine Klausel, die ihm ermöglichte den Verein bei einem entsprechenden Auslandsangebot zu verlassen, welche Garðar nach nur einem Monat nutze und sich an die norwegische Strømsgodset IF verleihen ließ, die 2010 in der Tippeligaen spielte und den Norwegischen Pokalwettbewerb gewinnen konnte.
Für die Isländische Fußballnationalmannschaft lief Garðar von 2008 bis 2009 in sechs Partien auf, wobei er zwei Tore erzielte.